# Bill Sage
Bill Sage (New York, 3 april 1962) is een Amerikaans acteur.

## Biografie
Sage heeft gestudeerd aan de Staatsuniversiteit van New York in Harrison (New York) (Westchester County).

## Filmografie

### Films
Selectie:
- 2013 We Are What We Are – als Frank Parker
- 2009 Precious – als Mr. Wicher
- 2004 Mysterious Skin – als coach
- 2000 Boiler Room – als FBI agent David Drew
- 2000 American Psycho – als David Van Patten
- 1999 The Insider – als jonge ziekenhuisassistent

### Televisieseries
Uitgezonderd eenmalige gastrollen.
- 2019 Reprisal - als Jukes - 4 afl.
- 2017 - 2018 Power - als Sammy - 10 afl.
- 2017 Orange Is the New Black - als gouverneur Hutchinson - 3 afl.
- 2016 Hap and Leonard - als Howard - 6 afl.
- 2013 White Collar - als Andrew Dawson - 2 afl.
- 2011 Boardwalk Empire – als Solomon Bishop – 4 afl.
- 2010 – 2011 Nurse Jackie – als Bill – 7 afl.
- 2008 Cashmere Mafia – als Bobby Walsh – 2 afl.
- 2004 Third Watch – als Orland – 2 afl.

- Biblioteca Nacional de España: XX4668099
- Bibliothèque nationale de France: cb167241883 (data)
- Gemeinsame Normdatei: 1062246152
- International Standard Name Identifier: 0000 0003 6753 4245
- Library of Congress Control Number: no00096870
- Nederlandse Thesaurus van Auteursnamen: 153109718
- Système universitaire de documentation: 059725737
- Virtual International Authority File: 231464770
- WorldCat: E39PBJc7VFFHw7MP8GYjF9byBP